# Casas Villard

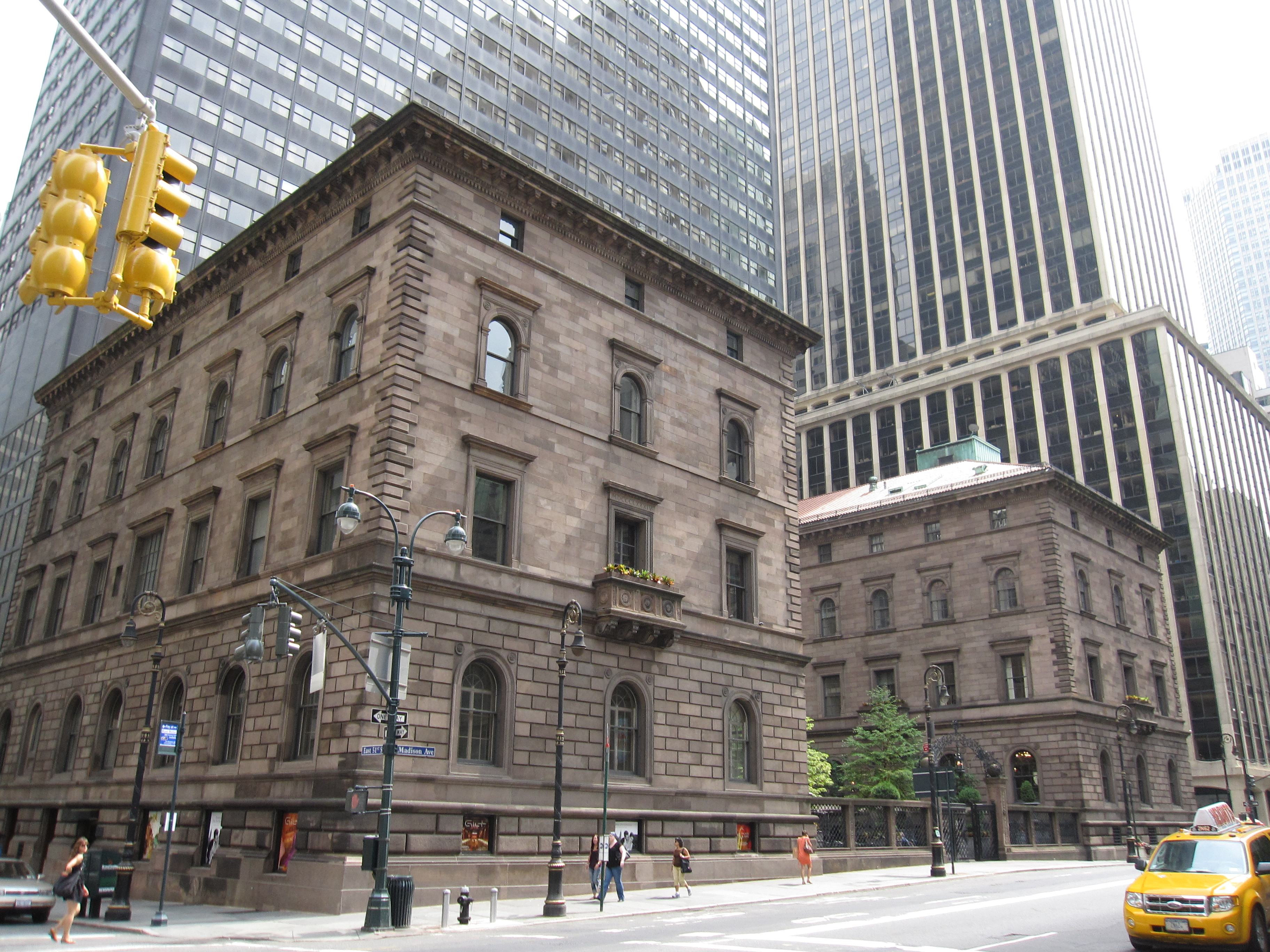
As Casas Villard em 2010

As "Casas Villard" são um marco histórico localizado na 455 Madison Avenue, entre as ruas 50 e 51, em Manhattan, Nova Iorque.

## História
O edifício foi construído em 1884, projetado pelo arquiteto Joseph M. Wells, do escritório de arquitetura McKim, Mead & White. O estilo escolhido foi o renascentista. Entre os artistas que trabalharam no interior elaborado do edifício estavam o artista John LaFarge, o escultor Augustus Saint-Gaudens e o pintor Maitland Armstrong.
As casas foram encomendadas por Henry Villard, então presidente da Northern Pacific Railway, pouco antes de seu império ferroviário começar a desmoronar. A propriedade do edifício mudou por muitas mãos ao longo do século. Em 1948, a Arquidiocese de Nova Iorque comprou as casas na Avenida Madison 451 e 453 e, no início de 1949, comprou a Avenida Madison 455 e as 24 e 30 East 51st Street. As próprias casas agora são de propriedade do sultão de Brunei, enquanto as terras continuam sendo propriedade da Arquidiocese de Nova Iorque, sob um contrato de arrendamento de 99 anos.
Em 1968, a Comissão de Preservação de Marcos da Cidade de Nova Iorque designou o complexo como um marco histórico. Um projeto de construção combinada de restauração/novo complexo hoteleiro foi proposto pelo promotor imobiliário Harry B. Helmsley, que construiu a torre de 51 andares do New York Palace Hotel logo atrás do edifício original. O projeto foi projetado pelos arquitetos Emery Roth & Sons e Hardy Holzman Pfeiffer em 1977 e concluído em 1980.
O escritório foi mobiliado para o grupo de preservação da cidade, a Sociedade Municipal de Arte, como parte de um acordo para salvar o prédio da demolição. Como parte da reforma do hotel, parte do que hoje é conhecido como Villard Mansion está disponível como aluguel de eventos. O exterior dos edifícios foi restaurado em 2003.
Em 2014, as residências estavam disponíveis para visualização pública quando eles organizaram o programa anual Kips Bay Decorator Show House para arrecadar dinheiro para o Kips Bay Boys & Girls Club.

## Na cultura popular
Fotos externas das Casas Villard foram usadas na telessérie Gossip Girl como o hotel onde mora a família van der Woodsen.